# Joachim Christoph Nemeitz
Joachim Christoph Nemeitz oder Nemeiz, auch Joachim Christof Nemeiz; Pseudonym: Timentes (* 4. April 1679 in Wismar; † 8. Juni 1753 in Straßburg) war ein deutscher Hofmeister und Schriftsteller.

## Leben
Joachim Christoph Nemeitz stammte aus einer vornehmen Familie. Sein Vater war Bürgerworthalter in Wismar. Zunächst mit einem Hauslehrer ausgebildet, besuchte er die Große Stadtschule Wismar, bevor er 1696 an die Lüneburger Michaelisschule wechselte, an dem er von 1696 bis 1698 als Tenorist Mitglied im Mettenchor war. 1698 verabschiedete er sich dort mit einer öffentlich wahrgenommenen Abschiedsrede, bevor er im Oktober 1698 an der Universität Rostock eingeschrieben wurde. Er studierte dort Philosophie, Rechtswissenschaft und Kirchengeschichte. Da ihm die Gerichtspraxis nicht zusagte, widmete er sich weiter den schönen Wissenschaften.
Nemeitz erhielt 1707 eine Hofmeisterstelle beim schwedischen General Magnus Stenbock. 1708 begleitete er die Söhne des Grafen an die Universität Lund, an der er zwischenzeitlich Vorlesungen über Staatskunst und Geschichte las. Am schwedisch-dänischen Krieg nahm er ab 1712 unter Stenbock als königlicher Feldsekretär teil. 1713 schickte ihn dieser mit seinen Söhnen Richtung Westeuropa, wobei die erste längere Station in Utrecht war, wo sie auf mehrere Diplomaten trafen, die am Frieden von Utrecht beteiligt waren. Auch waren sie eine Zeit in Paris, wo sie mehrmals Ludwig XIV. vorgestellt wurden. Ihre Reise führte sie aber auch nach England. Nachdem Nemeitz im Norden keine weitere Anstellung erhalten hatte, wurde er Hofmeister beim Haus Waldeck, wobei er einen jungen Grafen Waldeck nach Straßburg und Paris sowie zu weiteren europäischen Höfen begleitete. Aufgrund dessen gab er 1717 in Frankfurt am Main einen Reiseführer für Paris heraus.
Nemeitz war als Prinzenerzieher am Hofe des Fürsten Friedrich Anton Ulrich von Waldeck tätig, wurde dort Hofrat und war für die Anschaffung von Musikalien für die Hofkapelle verantwortlich. 1721/1722 begleitete er Ernst Ludwig Christoph von Spiegel nach Rom zur damaligen Papstwahl. Nach seiner Rückkehr war er wieder in Waldeckschen Diensten, wobei er Prinzenerzieher des Prinzen Ludwig wurde und mit diesem 1723/1724 eine größere Reise durch die Niederlande unternahm. Er kam nach Hamburg und schließlich an die Universität Halle, an der er insbesondere Justus Henning Böhmer, Nikolaus Hieronymus Gundling und Christian Thomasius hörte. An die Universität Halle begleitete er Söhne eines Burggrafen von Kirchberg. Zurück in Waldeckschen Diensten wurde er vom Fürsten zum wirklichen Regierungs- und Konsistorialrat, zum Synodaldirektor und Inspektor der Landesgymnasien ernannt.
Nemeitz erhielt 1730 von Pfalzgraf Christian III. von Birkenfeld das Amt des Prinzenerziehers, das er bis 1737 innehatte. Nach dem Tod des Pfalzgrafen kam es zu Meinungsverschiedenheiten, weshalb er sich zunächst 1737 in Frankfurt am Main, 1740 in Rappoltsweiler und schließlich 1743 in Straßburg niederließ. Der Rat der Stadt Straßburg verlieh ihm am 7. Mai 1743 das Bürgerrecht unentgeltlich. In diesem, letzten Lebensabschnitt war er weiterhin schriftstellerisch tätig.
Seinen literarischen Nachlass hinterließ er Johann Michael von Loën, seine Sammlung wurde 1760 in Lübeck versteigert.

## Werke (Auswahl)
- Oratio panegyrica in memoriam victoriae sub ductu comitis St. a Danis reportatae, Lund 1711.
- Inscriptionvm Singvlarivm, Maximam Partem Novissimarvm, Fascicvlvs, Leipzig 1726.
- Nachlese besonderer Nachrichten von Italien, Gleditsch, Leipzig 1726.
- Séjour de Paris: Oder Getreue Anleitung, Welchergestalt Reisende von Condition sich zu verhalten haben, wenn sie ihre Zeit und Geld nützlich und wohl zu Paris anwenden wollen., Förster, Frankfurt am Main 1728 (erstmals Frankfurt 1717).
- Remarques Nouvelles Historiques Et Critiques, Sur L'Histoire De Charles XII. Roi De Suede, Frankfurt am Main 1738.
- Brevis vitae meae conspectus, Autobiografie, Rappoltsweiler 1741.
- J. L. N. Vernünfftige Gedancken Uber allerhand Historische, Critische und Moralische Materien, 6 Bände, Andrä, Frankfurt am Main 1739–1745.